# Leucochimona mahata
Leucochimona mahata är en fjärilsart som beskrevs av William Chapman Hewitson 1873. Leucochimona mahata ingår i släktet Leucochimona och familjen Riodinidae. Inga underarter finns listade i Catalogue of Life.